# Pinascha
Pinascha (en occità; en italià i piemontès: Pinasca) és un municipi italià, situat a la ciutat metropolitana de Torí, a la regió del Piemont. L'any 2007 tenia 2.951 habitants. Està situat a la Val Cluson, una de les Valls Occitanes. Forma part de la Comunitat Muntanyenca Vall Chisone i Vall Germanasca. Limita amb els municipis de l'Envèrs de Pinascha, Peirosa, Pineròl i lhi Vialar.

## Administració
| Període | Identitat              | Partit        |
| ------- | ---------------------- | ------------- |
| 2004-   | Igor Alessandro Bonino | Llista cívica |